# Uherský král

Velký znak Uherského království

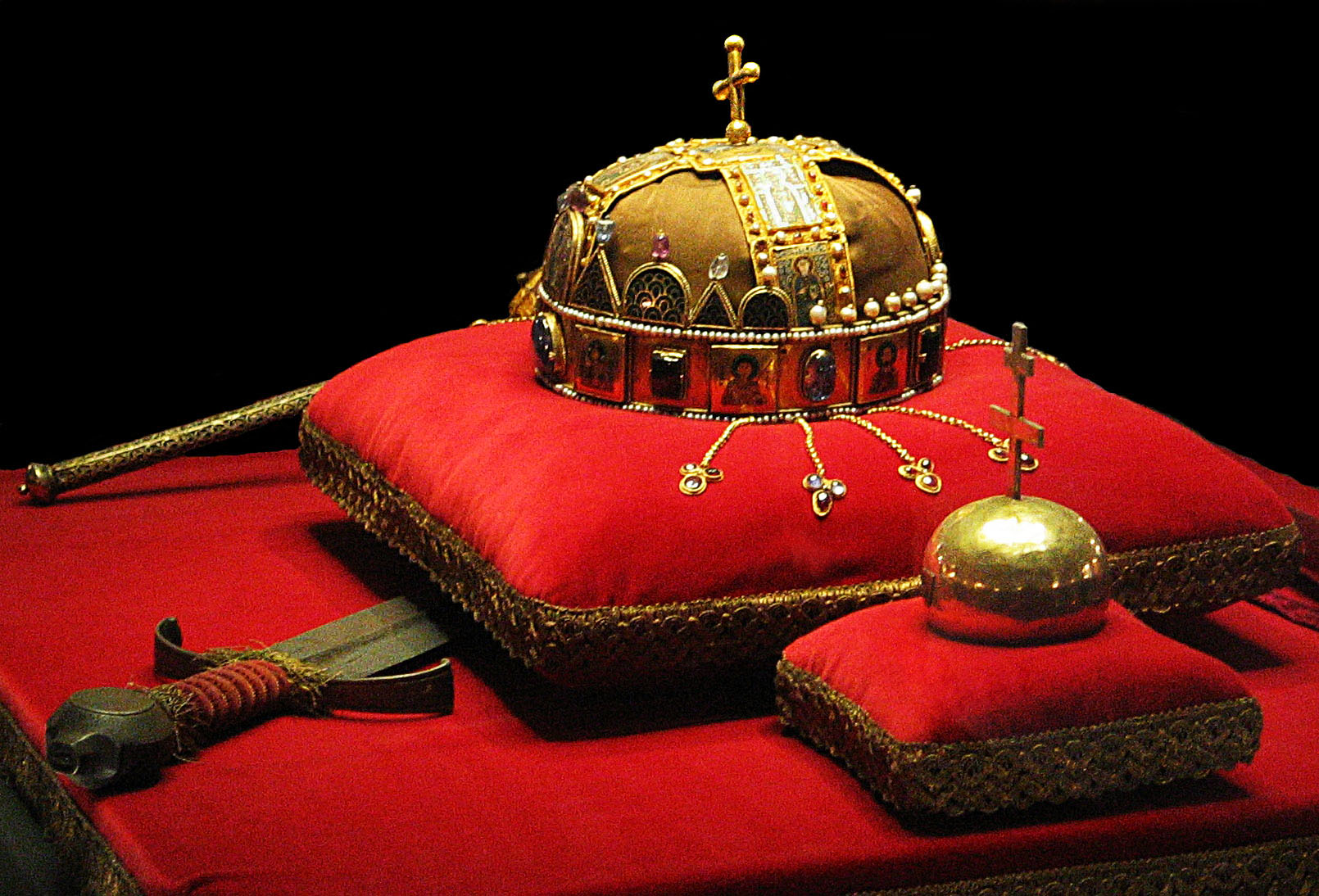
Korunovační klenoty Uherského a Maďarského království

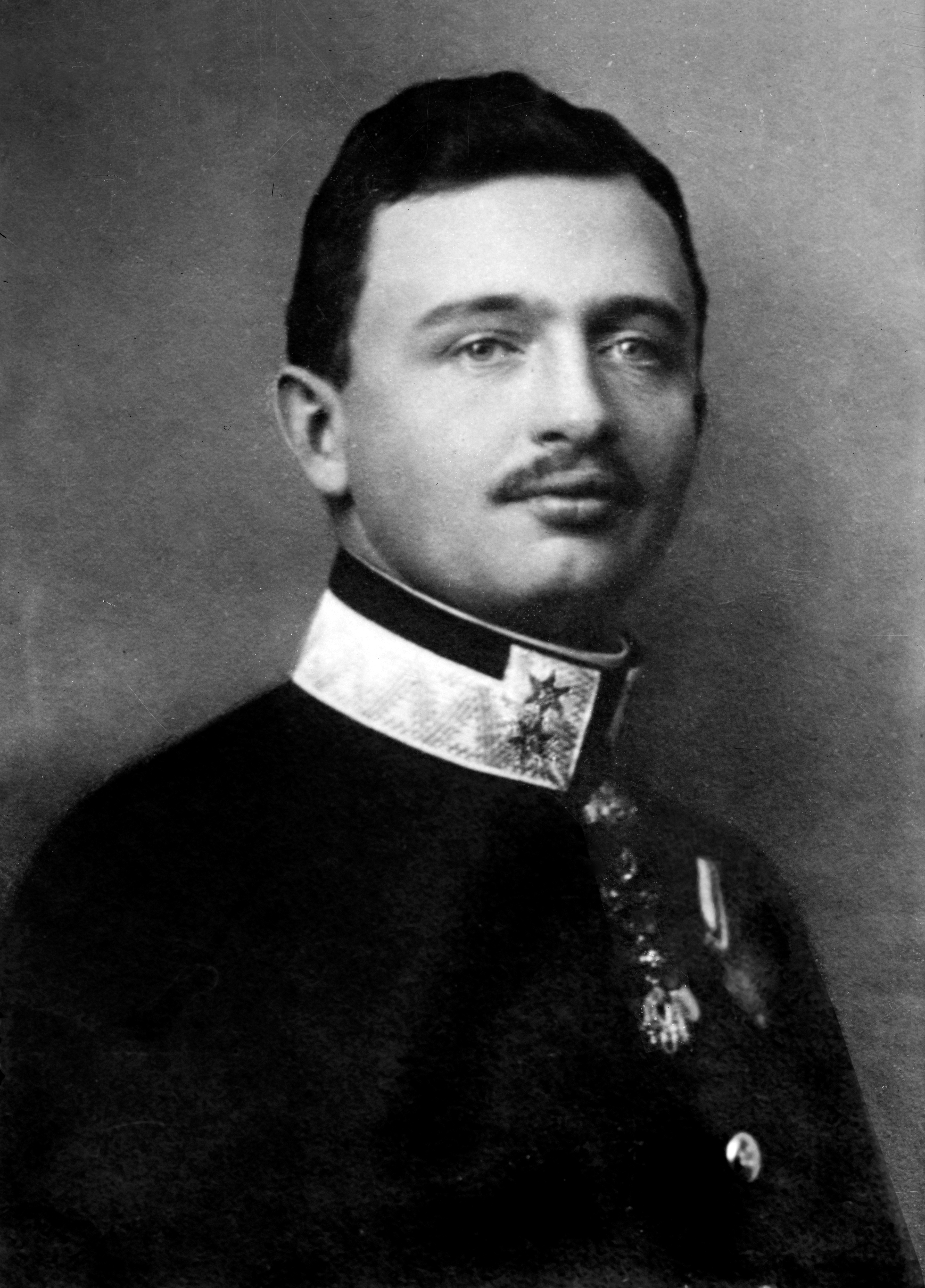
Císař Karel I. jako uherský král Karel IV.

Král uherský, resp. maďarský (maďarsky magyar király) je hlava Maďarského království v letech 1000 (nebo 1001) až 1918.
Titul „apoštolský král“ byl potvrzen roku 1758 papežem Klementem XIII. a poté užíván všemi uherskými (maďarskými) králi, kteří byli titulováni jako "apoštolští králové uherští".

## Vznik titulu
Před rokem 1000 Uhry nebyly královstvím, první uherští panovníci měli titul velkokníže Maďarů. První uherský král, Štěpán I. byl korunován 25. prosince 1000 (nebo 1. ledna 1001) korunou, kterou mu nechal poslat papež Silvestr II. a s požehnáním Oty III.
Počínaje korunovací Štěpána I. králem nadále všichni panovníci maďarského státu užívali titulu „král“. Ne všichni uherští/maďarští panovníci však byli královského původu. Např. Štěpán Bočkaj nebo František II. Rákóczi byli prohlášeni za panovníky jako „uherská velkoknížata“, a taktéž tři guvernéři Maďarska, označovaní jako „regenti“, János Hunyadi, Lajos Kossuth a Miklós Horthy.

### Právní náležitosti legitimním korunovace
Proces potvrzení legitimity krále se vyvíjel od 13. století. Bez splnění následujících podmínek se žádný pretendent nemohl stát legitimním uherským králem:
- Korunovace ostřihomským arcibiskupem;
- Korunovace Svatoštěpánskou korunou;
- Korunovace v bazilice sv. Štěpána ve Stoličném Bělehradě.

Tyto podmínky zajišťovaly určitou ochranu integrity království, kdy například pouze zmocnění se Svatoštěpánské koruny již nemohlo stačit k tomu, aby se dotyčný stal legitimním králem.
První požadavek (korunovace z rukou ostřihomského arcibiskupa) byl potvrzen králem Bélou III., který byl korunován kaločským arcibiskupem na základě zvláštního zmocnění papeže Alexandra III., ale po své korunovaci prohlásil, že jeho korunovace nijak nenarušuje právo ostřihomských arcibiskupů korunovat krále. V roce 1211, papež Inocenc III. odmítl stvrdit dohodu mezi arcibiskupy Janem Ostřihomským a Bertholdem Kaločským o přenosu nároku, a vydal prohlášení, že pouze arcibiskup ostřihomský je oprávněn korunovat uherské krále.
Král Karel I. Robert byl korunován v květnu 1301 provizorní korunou v Ostřihomi tamním arcibiskupem, což vedlo k nutnosti druhé korunovace v červnu 1309. V té době se Svatoštěpánská koruna nepoužívala a král byl korunován v Budíně arcibiskupem ostřihomským. Nicméně jeho třetí korunovace Svatoštěpánskou korunou ve Stoličném Bělehradě a z rukou ostřihomského arcibiskupa proběhla v roce 1310. Teprve poté byla králova korunovace považována za plně legitimní.
Nicméně v roce 1439 ovdovělá královna Alžběta Lucemburská pověřila svou služebnou, aby unesla Svatoštěpánskou korunu z Visegrádu, a poté jí nechala korunovat svého novorozeného syna Ladislava V. (Pohrobka). Korunovace proběhla legitimně v Stoličném Bělehradě rukou arcibiskupa ostřihomského.
Podobná situace nastala také u Matyáše Korvína, kterému se podařilo vyjednat navrácení Svatoštěpánské koruny z držení římského císaře Fridricha III. Poté jí byl legitimně korunován.

### Následnictví trůnu
Podobně jako ve všech tradičních monarchiích, přecházelo následnictví trůnu na potomka předchozího krále v mužské linii. Podle maďarské tradice však toto právo po smrti krále přecházelo nejprve na mladší bratry krále, a teprve poté na syna, což zákonitě způsobovalo časté rodinné rozepře. Zakladatelem první uherské královské dynastie byl Arpád, jenž roku 895 přivedl svůj lid do Karpatské kotliny. Jeho potomci poté panovali více než 400 let, včetně svatého Štěpána I., svatého Ladislava I., Ondřeje II. a Bély IV. V roce 1301 dynastie Arpádovců vymřela a králem byl korunován Karel I. z francouzské linie Anjou, který si trůn nárokoval jménem své babičky z otcovy strany královně Marii Neapolské, dceři uherského krále Štěpána V. Roku 1395, po smrti královny Marie, vnučky Karla I., byla přímá linie znovu přerušena, a Mariin manžel, římský císař a pozdější český král Zikmund Lucemburský, navázal na panující rod, poté, co byl šlechtou zvolen ve jménu Svatoštěpánské koruny.
Později byl uherskými pány za krále zvolen Matyáš Korvín, který se tak stal prvním uherským panovníkem pocházejícím z řad aristokracie a nikoli z dědičného královského rodu. Táž situace se pak opakovala o několik desítek let později s Janem Zápolským, jenž byl zvolen v roce 1526 po smrti Ludvíka II. Jagellonského v bitvě u Moháče.
Poté uherský trůn přešel na Habsburky, kteří v zemi panovali v rámci Habsburské monarchie, Rakouského císařství a nakonec Rakouska-Uherska po téměř 400 let do roku 1918.

### Katedrála svatého Martina v Bratislavě

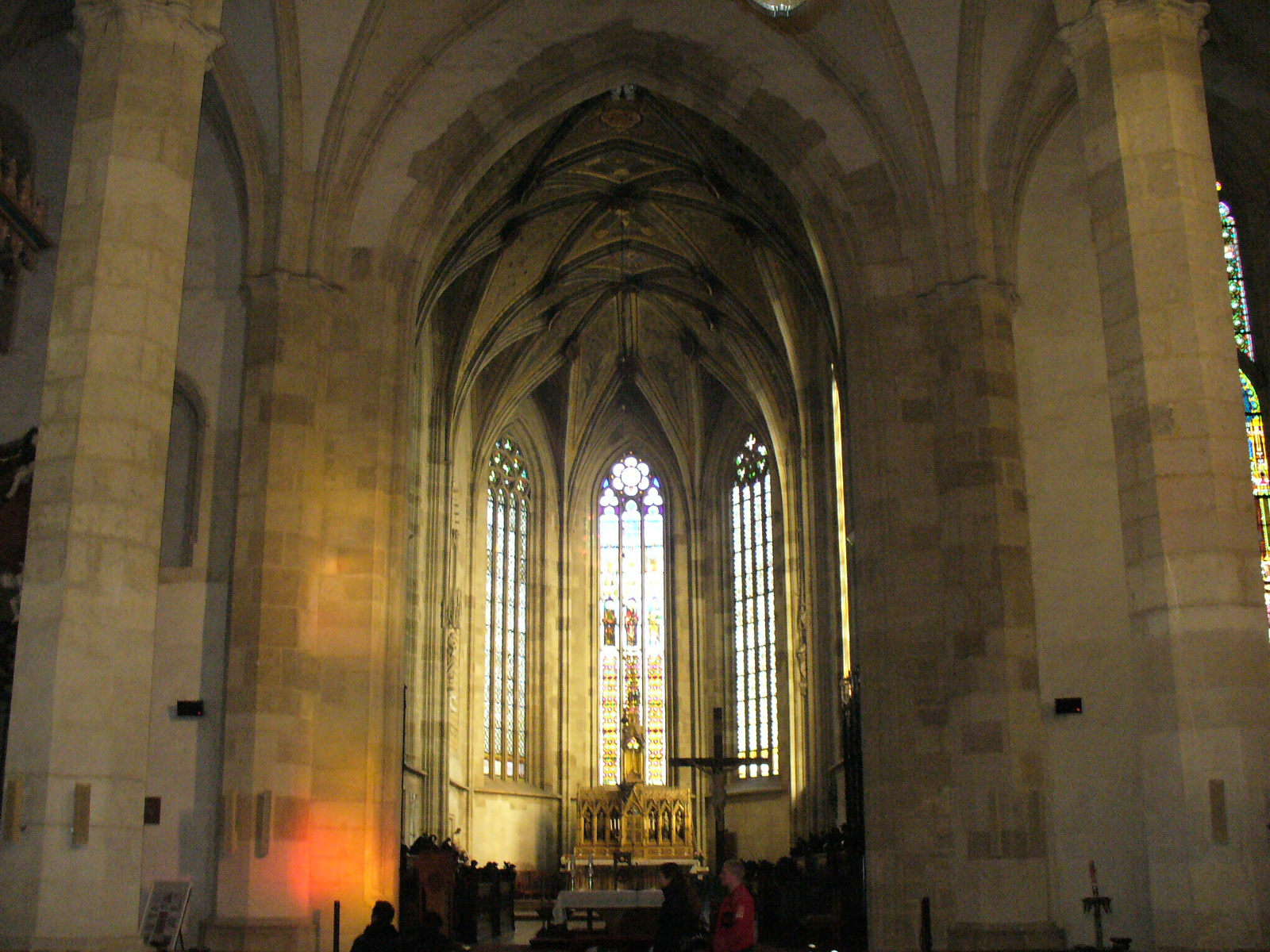
Pohled do presbyteria katedrály sv. Martina v Bratislavě, městě korunovací. Na stěně vlevo je umístěn seznam všech zde korunovaných panovníků.

Korunovace uherských králů mezi lety 1563 a 1830 (počínaje Maxmiliánem II., 8. září 1563, po Ferdinanda I. Dobrotivého, 28. září 1830) se odehrávaly v hornouherském Prešpurku, dnešní Bratislavě. Po bitvě u Moháče v srpnu roku 1526 a následné turecké okupaci jižní oblasti Uherska (včetně Budína, korunovačního města Stoličného Bělehradu a Ostřihomi) bylo nutné přemístit správní centrum země do nového města, kde by byla zaručena bezpečnost panovníka a církevních hodnostářů a současně co nejblíže k Vídni. Volba tak padla na Prešporok, dnešní Bratislavu a novým místem korunovací se stala katedrála svatého Martina.
Po mladičkém uherském králi Ludvíkovi, který zahynul na moháčském poli bez dědice, se panovníkem stal Ludvíkův švagr, Ferdinand I. Habsburský. 17. prosince 1526 byl uherskými stavy zvolen za nového krále v bratislavském františkánském kostele, avšak korunován byl ještě ve Stoličném Bělehradě. Korunovace nového uherského krále, Ferdinandova syna Maxmiliána II., se konal již v Bratislavě, která se stala sněmovním městem království, sídlem krále, arcibiskupa a nejdůležitějších institucí země.

## Další tituly uherských králů
Během staletí uherští králové získali či nárokovali koruny také některých sousedních zemí, přičemž užívali také královský titul spojených s dotyčnou zemí. V době panování posledních králů, zněl jejich plný titul: „Z milosti Boží apoštolský král uherský, dalmatský, chorvatský, slavonský, ramský, srbský, haličský, vladimiřský, kumánský a bulharský, velkokníže transylvánský, hrabě sikulský“.
Titul „apoštolský král“ byl potvrzen papežem Klementem XIII. v roce 1758 a poté byl užíván všemi uherskými králi.
Titul „král slavonský“ odkazoval na území mezi řekami Dravou a Sávou. Titulu poprvé použil Ladislav I. Byl to v roce 1091 rovněž Ladislav I., kdo přijal titul "král chorvatský". Koloman připojil v roce 1105 ještě titul „král dalmatský“.
Titul „král ramský“ připomínající nárok na Bosnu, poprvé užil v roce 1136 král Béla II. Král Emerich pak získal titul „král srbský“. Oslovení „král haličský" bylo používáno k označení nadvlády nad Haličí a titul „král vladimiřský“ odkazoval na Volyň. Oba tituly pak v roce 1205 přejal také Ondřej II. Roku 1233 Béla IV. začal používat titul „král kumánský“, což tehdy označovalo vládu nad územím osídleným Kumány (tj. Valašsko a Moldavsko). Titul „krále bulharského" připojil Štěpán V.
Sedmihradsko (Transylvánie) byla původně provincie uherského království pod vládou vojvodů, avšak po roce 1526 se stala napůl nezávislým knížectvím podřízené nejprve Osmanské a později Habsburské říši. V roce 1696, po svržení knížete Michaela II. Apafiho, převzal Leopold I. titul „knížete transylvánského“. V roce 1765 povýšila Marie Terezie Sedmihradsko na velkoknížectví.
„Hrabě sikulský“ (Székely) byla původně čestná hodnost v uherském království, ale později byl titul užíván transylvánskými knížaty. Titul byl obnoven za panování Marie, která jej přijala na žádost Sikulů.